# Curinga
Curinga – miejscowość i gmina we Włoszech, w regionie Kalabria, w prowincji Catanzaro. Według danych z 31 grudnia 2016 gminę zamieszkiwało 6761 osób.
W miejscowości jest przystanek kolejowy Curinga.